# Parakou
Parakou è il capoluogo del dipartimento di Borgou nello Stato del Benin. È la più grande città della parte centrale del paese, con 178 304 abitanti (stima 2006).
Sorge presso la principale via di comunicazione tra il nord e il sud e al termine della ferrovia proveniente da Cotonou. Questa posizione ne ha fatto un importante centro di scambi commerciali, mentre le industrie sono concentrate nel settore della produzione dell'olio di arachide.

## Amministrazione
Il comune è formato dai seguenti 3 arrondissement:
- Parakou I
- Parakou II
- Parakou III

## Infrastrutture e trasporti
La città è servita dall'Aeroporto di Parakou, che si trova a 3 km a Nord-ovest dal centro.